# Papež Gregor I.
Sveti Gregor I. Veliki ali tudi Gregorij Veliki ; benediktinec, cerkveni učitelj, cerkveni oče, papež in svetnik rimskokatoliške Cerkve; * okrog 540 Rim, † 12. marec 604, Rim. God v rimskokatoliški Cerkvi 3. september.

## Življenjepis

### Mlada leta
Gregor ali Gregorij se je rodil v Rimu v zelo verni premožni patricijski družini iz rodovine Anicijev (latinsko: Anicius). Svetnika sta oba njegova starša: oče Gordijan (latinsko: Gordianus), ki je bil senator, ter mati Silva (latinsko: Sylva ali Sylvia, Silvija) ter dve teti: Tarzila in Emicijana (latinsko: Tarsilla, Emitiana). Njegov starejši brat je bil rimski prefekt ali upravnik. Gregor je bil v veliki meri samouk, ki pa se niti med bivanjem v Carigradu ni naučil grščine. Zanimalo pa ga je pravo in politika. Očitno je bil zelo nadarjen, saj ga je že 571 imenoval cesar Justinijan za rimskega prefektja, ki je imel na skrbi dobavo hrane in lajšanje nadlog, ki so jih zlasti revnemu prebivalstvu povzročali dolgotrajni langobardski napadi, ter je vodil javno upravo in seje senata. Po nekaterih virih je bil rimski pretor

### Menih
Po kakšnih petih letih (575) se je službi odpovedal, ker je čutil klic po meniškem življenju. S podedovanim premoženjem je dal zgraditi šest samostanov na Siciliji in enega v Rimu, kamor je tudi sam vstopil. Menihi so živeli po pravilih svetega Benedikta. Gregorij se je v tem času posvetil molitvi ter študiju Svetega pisma in cerkvenih očetov, zlasti Avguština. Verjetno si je v tem času zaradi stroge pokore nakopal hudo želodčno in črevesno bolezen, ki ga je spremljala vse življenje.

### Papeški poslanec
Prizadevnega meniha je kmalu opazil papež Pelagij (579-590). Verjetno ga je leta 579 poslal v Carigrad za apokriziarija (nuncija, zastopnika). Gregorij si je izprosil spremstvo nekaj menihov, s katerimi je tudi v Carigradu nadaljeval z meniškim življenjem. V tem obdobju je začel pisati svoja eksegetska dela (Moralia) ter navezal mnoga pomembna osebna poznanstva.
Leta 585 se je vrnil v Rim in pet let ponovno živel mirno meniško življenje. Nastopila pa je kuga, ki je med mnogimi drugimi zahtevala tudi življenje Pelagija, kateremu je ostal svetovalec. Ljudstvo in kler sta za novega papeža hotela prav Gregorija. Čeprav se je ta težkemu bremenu na vso moč upiral, ga je po potrditvi s strani cesarja Mavricija le sprejel. Papež je postal 3. septembra leta 590.

### Papež
Službo rimskega škofa je imel v težkih časih. Papeštvo ni imelo pomembne moči. Mesto Rim, daleč od svoje nekdanje slave, je bilo zaradi kuge zdesetkano, kmalu pa je pritisnila še lakota. V veliko korist so mu bile gospodarske izkušnje iz nekdanje službe. Ni lajšal le duhovne, temveč tudi telesno bedo. Pri tem je imel težave še z odnosom do Carigrada, na severu pa so Rim ogrožali Langobardi.
Z vztrajno diplomacijo, reformami ter neutrudnega oznanjevanjem je moč Cerkve za časa svojega papeževanja utrdil. Odlikovala sta ga odločnost in človeška modrost. S svojimi kar se da prizanesljivimi in vljudnimi pismi je zelo jasno nastopal tako proti cesarju kot proti političnim nasprotnikom. Leta 597 je npr. dosegel preklic zakona cesarja Mavricija, ki je prepovedoval vstop v samostan vsem državnim uslužbencem in vojakom. Uspelo mu je, da so Langobardi sprejeli krščanstvo in se vključili v krog tedanjih kulturnih narodov, hkrati pa se mu je posrečilo misijonsko delo na Britanskem otočju, kamor je poslal benediktince pod vodstvom Avguština Canterburyjskega.

### Servus servorum Dei
V načinu življenja je bil kljub aktivnemu delovanju na vseh področjih bolj podoben kontemplativcu. Njegov vsakdan so zaznamovali neutrudna molitev, post in pokora. Svojo službo je pojmoval kot služenje; ko si je Carigradcarigrajski patriarh začel prisvajati visokodoneči naziv ekumenskega patriarha, je Gregor vrsti papeških nazivov dodal še »servus servorum Dei«, »služabnik božjih služabnikov«.

## Dela

### Magna Moralia(aliLibri Morales)
Magna Moralia je razlaga Jobove knjige, nastala med letoma 579 in 585 na pobudo menihov, ki so z njim prišli v Carigrad ob njegovi službi apokriziarija. Gregorijeve govore so si menihi sprva prosto zapisovali, nato jim je začel narekovati, že kot papež pa je govore še sam pregledal in jih razdelil na 35 knjig. Razlaga je predvsem moralna in alegorična. Še stoletja so jo uporabljali kot nekakšen priročnik moralke.

### Pastoralna vodila (Libri regulae pastoralis)
Gregorij je napisal tri pastoralna vodila, ki jih je naslovil na različne cerkvene voditelje. Spodbujal jih je, naj svojo službo opravljajo premišljeno in z odgovornostjo. Najbolj znano Vodilo je naslovljeno na Janeza, škofa mesta Ravena, nastalo leta 591.

### Pisma (Epistolae, Register)
Pisma zavzemajo posebno mesto v njegovem pisnem opusu. Napisal je okrog 850 pisem, naslovljenih na ljudi vseh stanov, od cesarja do navadnih laikov. Razodevajo nam mnogo pomembnih informacij o zgodovini in miselnosti takratnega časa, pa tudi o Gregorijevi naravi in pogledu na svet. Tako kot vsa njegova ostala dela so nastala iz pastoralnih in življenjskih potreb. Po njegovi smrti so jih razdelili v 14 knjig.

### Dialogi (Dialogorum libri)
Dialogi so nastali v letih 593 in 594 na pobudo sobratov, naj pripoveduje o življenju in delih velikih svetnikov. Gregorij je zadano nalogo izpolnil v obliki dialoga. Je bolj spodbudno kot zgodovinsko delo, veliko pozornosti pa je v njem namenjeno svetemu Benediktu. Delo je bilo zelo priljubljeno, kar nam pove tudi pridevek »Dialogus«, ki so ga Gregoriju dali na Vzhodu.

### Eksegetska dela
Ohranjenih je 40 Gregorijevih homilij k evangelijem, ki so nastale med letoma 590 in 593, ter 23 homilij k preroku Ezekielu, nastale v letih 593 in 594. V ta sklop pa sodita še Razlaga Visoke pesmi in Prve knjige kraljev.

### Liturgična prenova
Gregorij Veliki se je že kmalu po nastopu svojega pontifikata lotil liturgičnih reform. Najpomembnejša je njegova ureditev liturgičnih knjig in liturgičnega petja. Pri tem sta pomembna Zakramentarij, knjiga nedeljskih in prazničnih mašnih molitev ter hvalospevov, in Antifonarij, knjiga tekstov, ki so jih peli pevci pri liturgičnem obredu. 
Za nove tekste so bile potrebne tudi nove melodije. Koliko je Gregorij naredil za cerkveno petje na glasbenem področju, ni zanesljivo. Da je teoretično razpravljal o glasbi ter da je zlagal himne, so verjetno legende. Imel pa je pomembno vlogo pri ureditvi pevskega semenišča »Schola cantorum«. Verjetno je že obstoječo ustanovo gospodarsko podprl in ji dal primerna pravila. V tem času zapisovanja melodij še niso poznali, zato so se jih učenci te šole učili na pamet. 
Gregorij je morda sodeloval tudi pri razvoju koralnega cerkvenega petja, ki se po njem imenuje gregorijanski koral, vendar so pevske knjige tega korala iz poznejšega obdobja, ko so že začeli s prvimi zapisi melodij.

### Dejavnost
Papež Gregor Veliki je med drugimi nekdanjo arijansko cerkev posvetil v čast sveti Agati.

## Slovenski prevodi
- Pastoralno vodilo Janezu, škofu mesta Ravenna (prevod Franc Ksaver Lukman), Mohorjeva družba, Celje 1984 (COBISS).
- Izbor iz Pisem v tipkopisu (prevod Franc Ksaver Lukman).

## Smrt in češčenje
Gregorja so tekom let vedno bolj mučile razne bolezni in trpljenje. Večkrat ga je bolezen priklenila na posteljo. Umrl je 12. marca 604. Njegovi ostanki sedaj počivajo pod oltarjem sv. Gregorija v levi stranski ladji bazilike svetega Petra v Rimu.
Njegov god rimskokatoliška Cerkev obhaja 3. septembra; prej je bil njegov god 12. marca, na njegov smrtni dan.

## Ocena
- Non Angli, sed angeli – "Oni niso Angleži, ampak angeli". Izročilo pravi, da je te besede spregovoril Gregor, ko se je prvič srečal s svetlopoltimi angleškimi fanti na trgu sužnjev. »Oni so Angleži, toda pogani – a iz njih bomo po krstu napravili angele – Božje otroke.« Poslal je sv. Avguština Canterburyjskega v Britanijo, da bi spreobrnil Angleže, kakor navaja Beda Častitljivi: »Lepo jih imenujejo Angleže, ker imajo angelske obraze – pa morajo postati deležni sreče angelov v nebesih po svetem krstu.« [9][10]
- Protestantovski teolog Kalvin je občudoval Gregorja in je izjavil v svojem spisu Ustanova krščanske vere (L'Institition de la religion chrétienne - 1536), da je bil Gregor »zadnji dober papež«.[11]
- Ne drži na toliko mestih - tudi v Wikipediji na raznih jezikih - ponavljana trditev, da je bil Gregor Veliki prvi papež iz meniških vrst. Menih- benediktinec je bil že tudi Silverij, ki ga je Belizar prisilil, da se je odpovedal papeštvu; dal je 18. marca 537 strgati z njega papeška oblačila in ga obleči v redovno kuto - in tako je postal zopet navaden redovnik.[12]